# Erica Campbell
Erica Rose Campbell (Deerfield, Nuevo Hampshire; 12 de mayo de 1981) es una ex modelo erótica y actriz pornográfica estadounidense. Es especialmente conocida en Inglaterra por su aparición en la revista Men's World, así como en otras publicaciones.
Erica Campbell fue elegida como modelo del año 2005 de la revista Playboy, posó en ediciones de Playboy de 2005 y en años anteriores como chica revelación.
Erica fue nombrada Miss Playboy, en la web de la revista americana, durante la primera semana del junio de 2006 y Chica preferida de la web del mes de octubre de 2006.
También modelo Bondage para FM Concepts.
En mayo de 2008 Erica Campbell abandona definitivamente la profesión debido a su conversión religiosa a la fe cristiana.

## Filmografía
- Danni's Busty Naturals: The Brunettes
- Justine
- PPV-672: Erica Campbell
- Virtual Lap Dancers 1
- Voyeur Fantasies
- Honest Bra